# Сасета (Ла Специја)
Сасета је насеље у Италији у округу Ла Специја, региону Лигурија.
Према процени из 2011. у насељу је живело 55 становника. Насеље се налази на надморској висини од 478 м.